# Melody (EP)
Melody es el primer maxisencillo (o EP) homónimo de la cantante, compositora y actriz española Melody. Salió a la venta el 24 de diciembre de 2003, bajo el sello discográfico de Sony Music.

## Información
Este maxisencillo cuenta con la colaboración de Andy y Lucas, entre otros músicos. Se compone de seis canciones: dos de ellas (Canción de Meg y De hombro a hombro) se incluían en anteriores álbumes publicados.

## Lista de canciones
1. No sé una historia de amor (3:06)
2. Canción de meg / No diré que es amor (2:58)
3. Mágico mundo de Disney (2:52)
4. De hombro a hombro (3:08)
5. Ven, princesa (2:44)
6. Un día después (3:11)